# الحصنان الصغيران
قالب:معلومات الحصنان الصغيران
الحصنان الصغيران هو معلم أثري تونسي مصنف من قبل المعهد الوطني للتراث يقع في ولاية سليانة في الشمال الغربي التونسي، تحديدا في قرية قصر هلال تم تصنيف المعلم في يوم 6 يناير1901.